# Гамбургская кухня
Гамбургскую кухню вплоть до начала XX века отличало обилие блюд из рыбы, выловленной из Эльбы и Северного моря. Из района Фирланде в город поступали свежие овощи, а фрукты — из Альтенланда. До индустриализации район Вильгельмсбург называли «молочным островом» Гамбурга. Благодаря международной торговле через Гамбургский порт начиная с XVI века в город поступали пряности и экзотические деликатесы из Индии и Южной Америки, которые пришлись ко столу в бюргерских домах. В Гамбурге на 2019 год 13 ресторанов удостоены одной или нескольких звёзд «Мишлен».
Многие традиционные блюда гамбургской кухни пришли из бедных слоев населения Гамбурга. Из-за дороговизны дров для печи горячие блюда на столе у бедняков были редко и чаще всего в виде айнтопфа.

### Рыбные блюда
Гамбургская кухня богата разнообразными рыбными блюдами. Сельдь маринуют («бисмарк») и жарят свежей («зелёная сельдь»). Жареную сельдь тоже маринуют (Жареная сельдь в маринаде). Традиционным копчёным угрём в начале XIX века торговали на улице. Типичным рыбным блюдом считается также камбала по-финкенвердерски. Остатки рыбы без голов готовят с жареным картофелем (панфиш) и подают с горчичным соусом. Сазана по традиции подают в Гамбурге на Рождество или Новый год.

### Айнтопфы
Айнтопф из брюквы, свиной пашины и картофеля называют «гамбургским национальным». «Груши, фасоль и бекон» и лабскаус также присутствуют среди гамбургских айнтопфов. За пределами Гамбурга известны суп из угря — овощной айнтопф с суповой зеленью и сухофруктами.

### Основные блюда
Маринованный в мадере говяжий хвост, появившийся на столах гамбургской буржуазии благодаря торговым отношениям Гамбурга с Португалией, в настоящее время популярен как суп перед основным блюдом. В Гамбурге также популярны также шварцзауэр, «небо, земля и ад» и блюда из курятины, утятины и гусятины. На Рождество гамбургские шеф-повара рекомендуют жарить деликатесную фирландскую утку — местную разновидность пекинской породы — и по-пекински же в медовой глазури. «Комнатные цыплята» — ныне забытое блюдо из полукилограммовых цыплят, выращенных с начала года до Пасхи буквально в крестьянских избах у печи. Как и в соседних регионах в Гамбурге популярны блюда из капусты: грюнколь из кудрявой капусты и голубцы — из савойской. Под названием «гамбургское луковое мясо» известны сразу два разных блюда: одно едят горячим, другое — холодным.

### Десерты
Типичными сладкими блюдами в Гамбурге считаются роте грютце с молоком или жидкими сливками, суп из бузины, «большой Ганс» (мучное блюдо с изюмом, приготовленное на водяной бане и сервируемое с вишнёвым компотом) и хлебный пудинг с лимонным соусом

### Выпечка
Из эпохи французского правления в Гамбурге осталась калорийная булочка с корицей францбрётхен, аналог круассана. К чаю или кофе подают датские сдобные булочки с начинкой из красного конфитюра или марципана. Для традиционного гамбургского яблочного торта яблоки поджаривают на сковороде и гасят белым вином. На Рождество в Гамбурге пекут штутены в форме хлеба кирпичиком из дрожжевого теста с изюмом и цукатами. Хрустящее коричневое печенье на сахарном сиропе с пряничной смесью специй впервые появилось в 1782 году в альтонской кондитерской Кеммов.

### Напитки
Согласно сохранившимся документам пивоварение существовало в Гамбурге ещё в начале XIV веке. В 1375 году в Гамбурге работало 457 пивоварен, из которых 270 поставляли свою продукцию на экспорт. Годовой объём производства пива составлял около 170 тыс. гектолитров. В последующие столетия показатели экспорта гамбургского пива увеличились ещё больше после повышения его качества при переходе с красного пива и тёмного лагера на светлое. Рецепт пива с добавлением хмеля хранился в строгом секрете, за разглашение которого следовало наказание. Экспорт пива и торговые пути Ганзы обеспечили богатство Гамбурга, который называли «пивоварней Ганзы».
В XVI веке правом варить пиво обладали около 600 гамбургских пивоварен, производимое ими пиво экспортировалось на грузовых парусных судах в Швецию и Россию. С XVII века через Гамбург шёл экспорт пива «Бок» из Айнбека. Айнбекцы держали в Гамбурге свой перегрузочный склад. В XVIII веке как производство, так и экспорт пива сократились и лишь со значительным ростом населения города в конце XIX века в Гамбурге и соседних населённых пунктах появились новые пивоварни. В 1890 году насчитывалось 32 пивоваренных предприятия. В конце XX века после нескольких смен собственников и названий закрылись последние крупные гамбургские пивоварни. На рубеже XXI века в Гамбурге с учреждением нескольких новых пивоварен Гамбург пытается вернуть былую роль в отрасли.
До середины XX века в обычных трактирах из крепких алкогольных напитков потребляли тминный кём — похожую на аквавит бесцветную зерновую водку. Наиболее известная марка кёма — Helbing Kümmel. В портовых забегаловках кём пили с пивом, и такой напиток назывался «лютт ун лютт» («мало и мало»). Из Южной Америки в Гамбург прибыл ром. Грог пришёл в Гамбург также от моряков. Из Медока через Бордо в Гамбург импортировали бочковое вино, которое дозревало на месте и называлось ротшпоном — «красной бочкой».
Вплоть до настоящего времени большая часть импортируемого Германией кофе и чая прибывает в Гамбург, в городе производят разные смеси сортов кофе и их обжарку. Первая кофейня появилась в Гамбурге в 1677 году. Согласно городской хронике Венцеля Янибаля, тогда в Гамбурге первым появился англичанин, который занялся разливом чая и кофе, за ним последовал голландец, и вскоре питие чая и кофе стало обычным делом для всех, кто мог за него заплатить. Кофейня в Гамбурге обрела статус своего рода нижней палаты местного городского совета для обсуждения городских новостей, деятельности городского совета, политических событий и скандалов в местном обществе.